# Parque nacional Emek Tzurim
El parque nacional Emek Tzurim (en hebreo:  עמק צורים, ; literalmente: "Valle de las Rocas") es un parque nacional de Israel. Se encuentra en la parte inferior ladera del Monte de los Olivos y la parte alta del valle del Cedrón, en el noreste  exterior de las murallas de la ciudad vieja de Jerusalén. Los jardines contienen el Monte del Templo de Antigüedades, y cubre 170 000 metros cuadrados.